# Erythrodolius speciosus
Erythrodolius speciosus är en stekelart som beskrevs av André Seyrig 1934. Erythrodolius speciosus ingår i släktet Erythrodolius och familjen brokparasitsteklar. Inga underarter finns listade i Catalogue of Life.